# 六氟砷酸锂
六氟砷酸锂，化学式 Li[AsF6]，是锂的六氟砷酸盐。

## 用处
六氟砷酸锂是一种潜在的电池电解质材料。

## 性质
在-20°C至50°C下的乙酸甲酯中，六氟砷酸锂可以导电。

## 危害
六氟砷酸锂口服或吸入有毒。
强氧化剂、强还原剂、强酸和强碱都会和六氟砷酸锂剧烈反应。它的分解会产生氢氟酸、氧化砷和氧化锂。

## 扩展阅读
- Donald L. Wise. . CRC Press. 1998: 802–805. ISBN 1482269880.